# Herakleia Lynkestis
Koordinaten: 41° 0′ 39,6″ N, 21° 20′ 31,2″ O

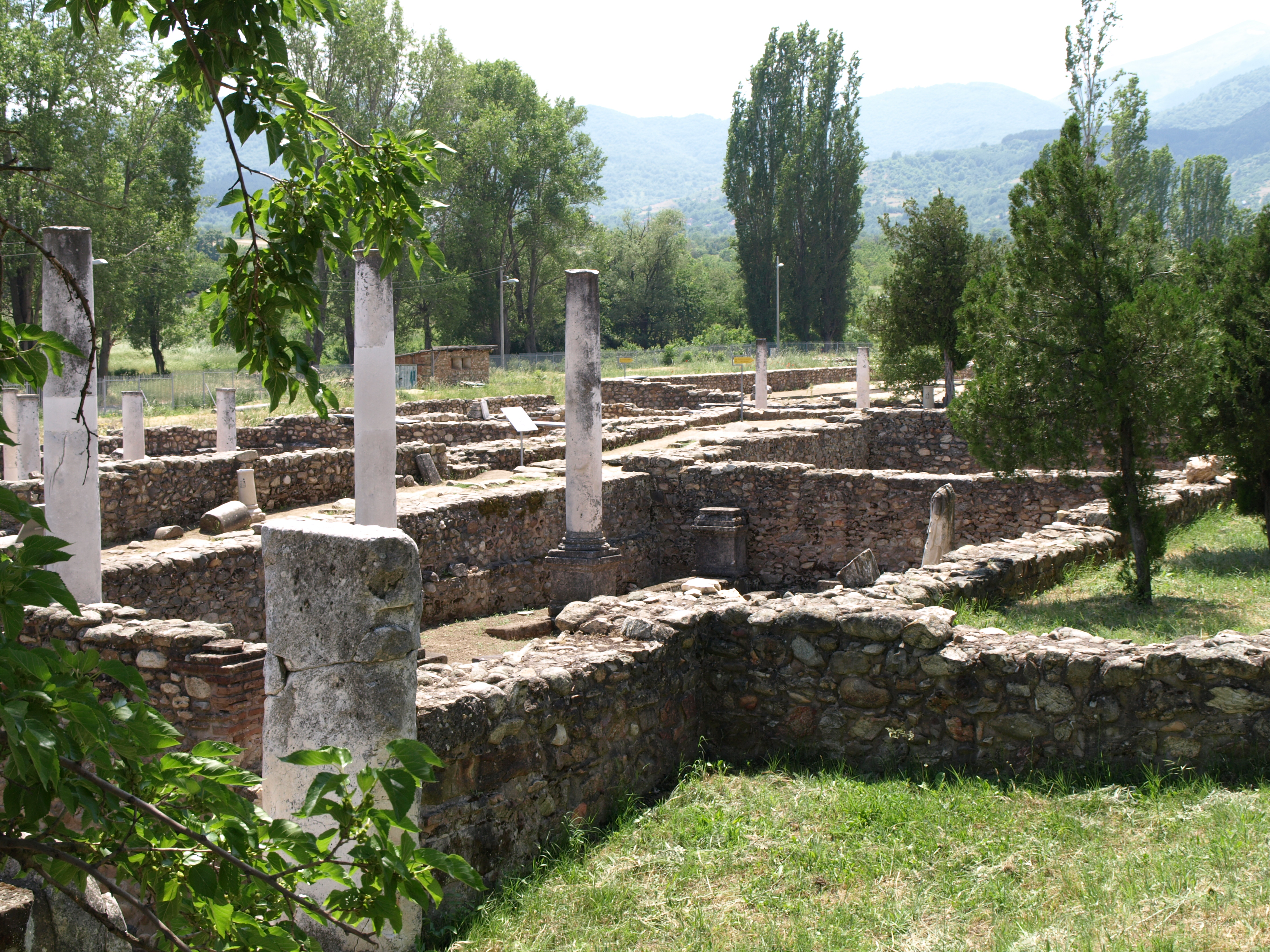
Ausgrabungsstätte Herakleia Lynkestis

Herakleia Lynkestis (altgriechisch Ἡράκλεια Λυγκηστίς oder Ἡράκλεια Λύγκου) war der Hauptort der obermakedonischen Landschaft Lynkestis. Die Ruinen der Stadt liegen am Südrand der modernen Stadt Bitola im Südwesten Nordmazedoniens.

## Geschichte und Archäologie

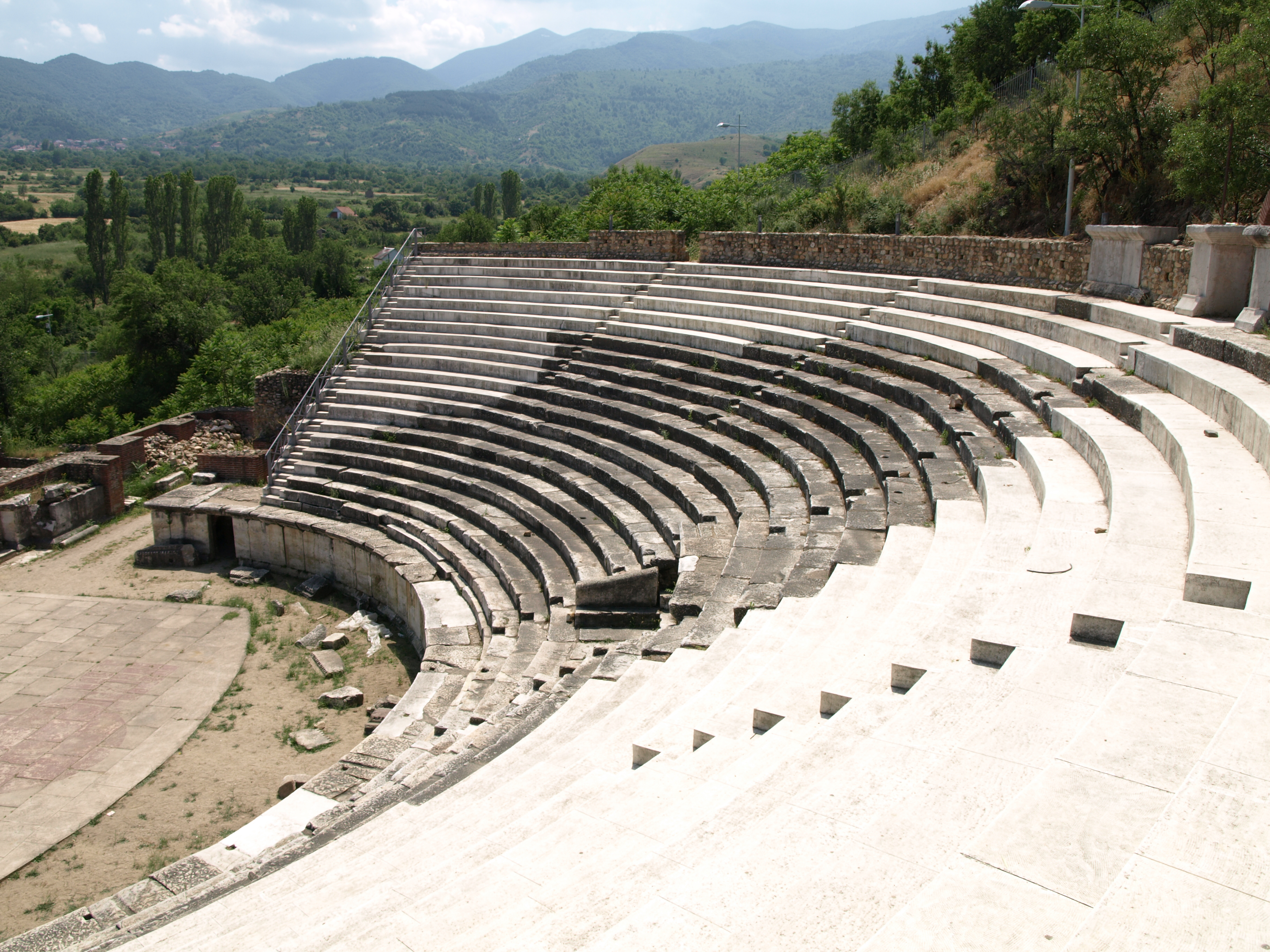
Theater

Herakleia wurde von Philipp II. wohl zwischen 359 und 356 v. Chr. gegründet, als der König den Illyrern Lynkestis in mehreren Kriegszügen entrissen hatte und die Landschaft fest mit Makedonien verband. Die Stadt lag auf einem kleinen Hügel an der wichtigen West-Ost-Verbindung von Dyrrachion an der Adria über Lychnidos nach Makedonien und Thrakien. Diese Route wurde später von den Römern zur Via Egnatia ausgebaut. Eine weitere wichtige Straße führte nach Stobi in Paionien. Sowohl wegen dieser verkehrsgünstigen Lage als auch wegen der für die Landwirtschaft hervorragend geeigneten Umgebung entwickelte sich Herakleia schnell zum prosperierenden Zentralort der Lynkestis.
Im römischen Bürgerkrieg legte Gaius Iulius Caesar in Herakleia eine Nachschubbasis für seine auf dem Balkan operierenden Truppen an. Nach dem Krieg siedelten sich Veteranen hier an. Obwohl die Stadt während des Prinzipats eine neue Blütezeit erlebte, wie umfangreiche Grabungen erwiesen haben, wird sie von den antiken Autoren nur selten erwähnt.
Kaiser Hadrian ließ das Theater von Herakleia errichten, ob es einen Vorgängerbau gab, ist ungewiss.

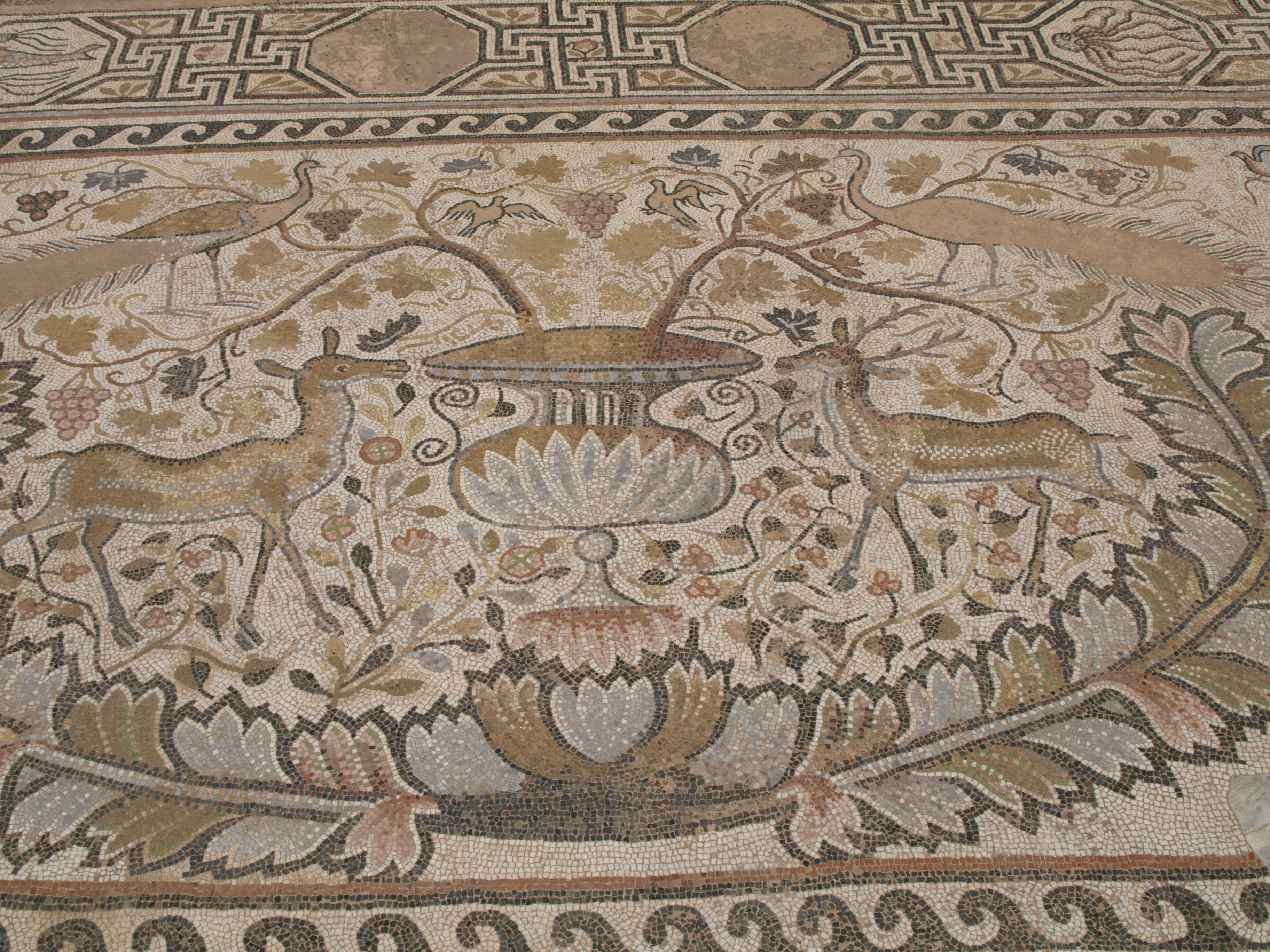
Fußbodenmosaik in einer Basilika

Vom 4. Jahrhundert bis zum 6. Jahrhundert sind zahlreiche Namen von Bischöfen aus Herakleia überliefert, die an verschiedenen Konzilien und Synoden teilgenommen haben.
472 wurde Herakleia von den Ostgoten unter Theoderich geplündert. Dies geschah 479 erneut, obwohl der Bischof versucht hatte, die Stadt freizukaufen. An der Wende vom 5. zum 6. Jahrhundert wurde die Stadt wiederaufgebaut, Ende des 6. Jahrhunderts aber von den Slawen eingenommen, zerstört und danach endgültig aufgegeben.

## Forschungsgeschichte
Bei Ausgrabungen in den dreißiger Jahren, 1960–1964 und 1970–1975 wurden Teile der befestigten Akropolis, das Theater, Bäder, zwei Basiliken mit spätantiken Mosaiken sowie Reste von einigen Privathäusern freigelegt. Die kleinere Basilika und das zugehörige Baptisterium wurden teilweise restauriert, ebenso die Überreste von Wohnhäusern aus hellenistischer Zeit.
Die meisten Funde aus Herakleia werden im Museum von Bitola aufbewahrt und ausgestellt.